# آزالیا (میشیگان)
آزالیا (به انگلیسی: Azalia) یک منطقهٔ مسکونی در ایالات متحده آمریکا است که در شهرستان مونرو، میشیگان واقع شده‌است. آزالیا ۲۰۴ متر بالاتر از سطح دریا واقع شده‌است.